# Міжнародний фестиваль Сахари
Міжнародний фестиваль Сахари — щорічний фестиваль у Тунісі, що проводиться у місті Дуз вілаєту Кебілі.

## Історія
Фестиваль, що мав назву Фестиваль верблюдів вперше відбувся у 1910 році, Коли Туніс знаходився під протекторатом Франції. У 1967 році отримав свою сучасну назву. З цього часу кожного року у грудні на чотири дні до Дуза з'їжджаються тисячі людей, переважно з усього Тунісу та країн Магрибу. На фестивалі представлена культура жителів Сахари.